# 2285 Ron Helin
Ron Helin (asteróide 2285) é um asteróide da cintura principal, a 1,760924 UA. Possui uma excentricidade de 0,2069224 e um período orbital de 1 208,46 dias (3,31 anos).
Ron Helin tem uma velocidade orbital média de 19,98850349 km/s e uma inclinação de 5,32652º.
Esse asteróide foi descoberto em 27 de Agosto de 1976 por Schelte J. Bus.